# Rocca al Mare
Koordinaten: 59° 26′ N, 24° 38′ O

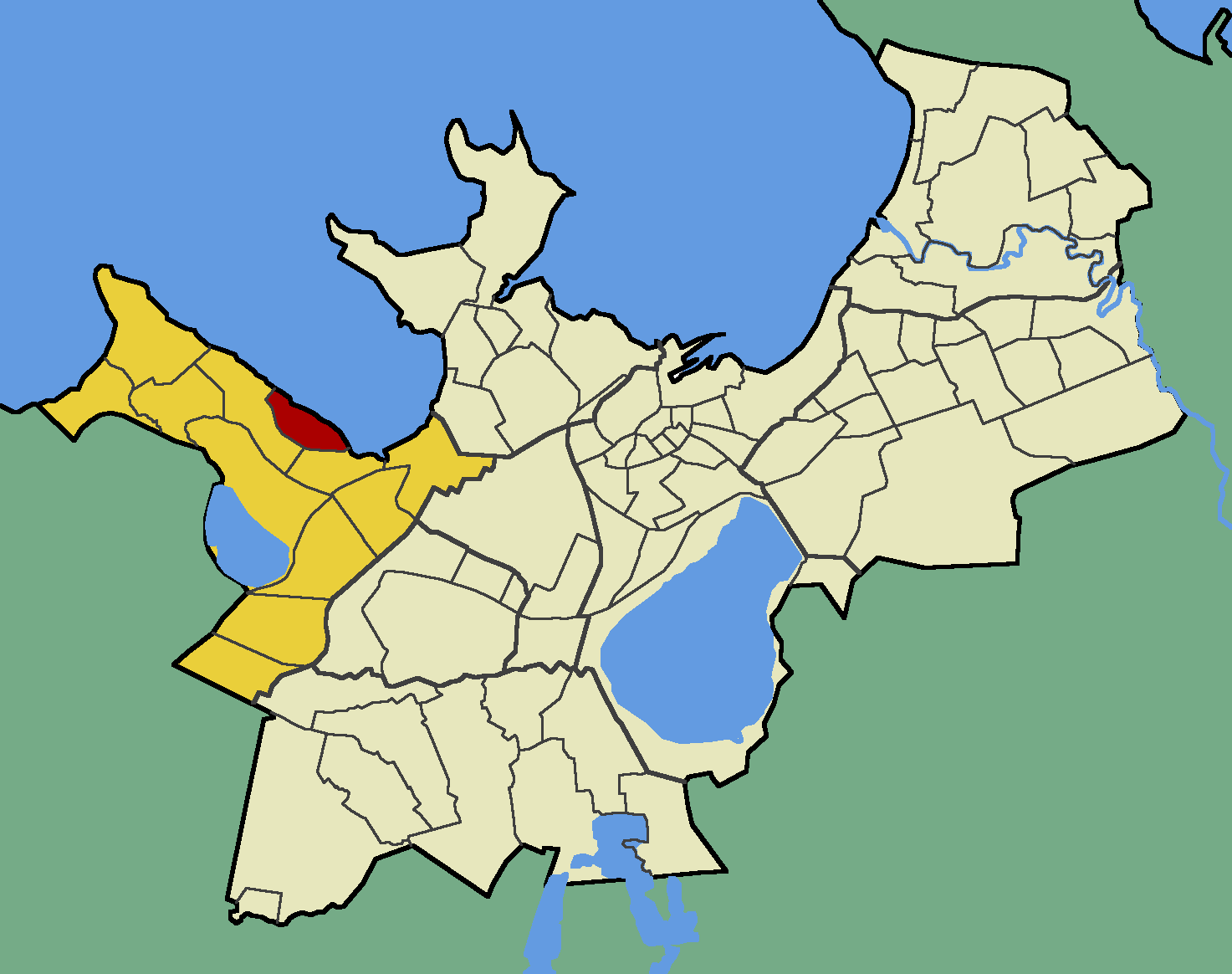
Der Bezirk Rocca al Mare (rot) im Tallinner Stadtteil Haabersti (gelb)

Rocca al Mare ist einer der zwölf Bezirke (estnisch asum) des Tallinner Stadtteils Haabersti. Er liegt sieben Kilometer westlich des Stadtzentrums der estnischen Hauptstadt.

## Beschreibung und Geschichte
Rocca al Mare liegt direkt an der Bucht von Kopli (Kopli laht). Der Bezirk hat als einziger der Tallinner Stadtbezirke keine dauerhaft dort lebenden Einwohner (Stand 1. Mai 2010).
Die Geschichte Rocca al Mares begann 1863, als der deutschbaltische Tallinner Bürgermeister Baron Arthur Girard de Soucanton (1813–1884) im Jahre 1863 ein Sommerhaus erbauen ließ. Der Italienfreund nannte das Anwesen nach einem vor der Ostsee-Küste liegenden Felsen Rocca al Mare. Um seine Sommervilla herum ließ er einen weitläufigen Park anlegen.

## Estnisches Freilichtmuseum
Ab Mai 1957 ließ die Tallinner Stadtverwaltung in Rocca al Mare ein großes Freilichtmuseum für estnische Landkultur anlegen. 1964 wurde das Estnische Freilichtmuseum (estnisch Eesti Vabaõhumuuseum) offiziell eröffnet. Es hat heute eine Fläche von 84 Hektar. Das Freilichtmuseum präsentiert alte estnische Gutshöfe, Bauernhäuser, Fischerunterkünfte und Windmühlen aus allen Regionen Estlands. Die 79 Gebäude zeigen das ländliche Alltagsleben und die estnische Landkultur von 1750 bis Anfang des 20. Jahrhunderts mit zahlreichen Gerätschaften und Inventar.
Das Freilichtmuseum ist in vier Teile untergliedert: Westestland (Lääne-Eesti), Nordestland (Põhja-Eesti), die estnischen Inseln (saared) und Südestland (Lõuna-Eesti). Hauptattraktionen sind der Hof von Sassi-Jaani mit der typischen estnischen Riegenwohnung (rehielamu) von 1766/67, mehrere historische Windmühlen, der Fischerhof von Aarte vom Ende des 19. Jahrhunderts und die Schänke von Kõlu (Kõlu kõrts, 1842–46).
Neben vielen weiteren original erhaltenen Häusern und einigen Ausstellungsräumen sind eine Holzkapelle aus dem westestnischen Sutlepa (Sutlepa kabel), eine Schule (Kuie koolimaja, 1887), traditionelle estnische Landschaukeln (kiigud), Rauchsaunen sowie ein Spritzenhaus (pritsikuur, 1928) ausgestellt.
Im Sommer finden regelmäßig Führungen und Veranstaltungen im Freilichtmuseum statt.

## Bilder des Estnischen Freilichtmuseums

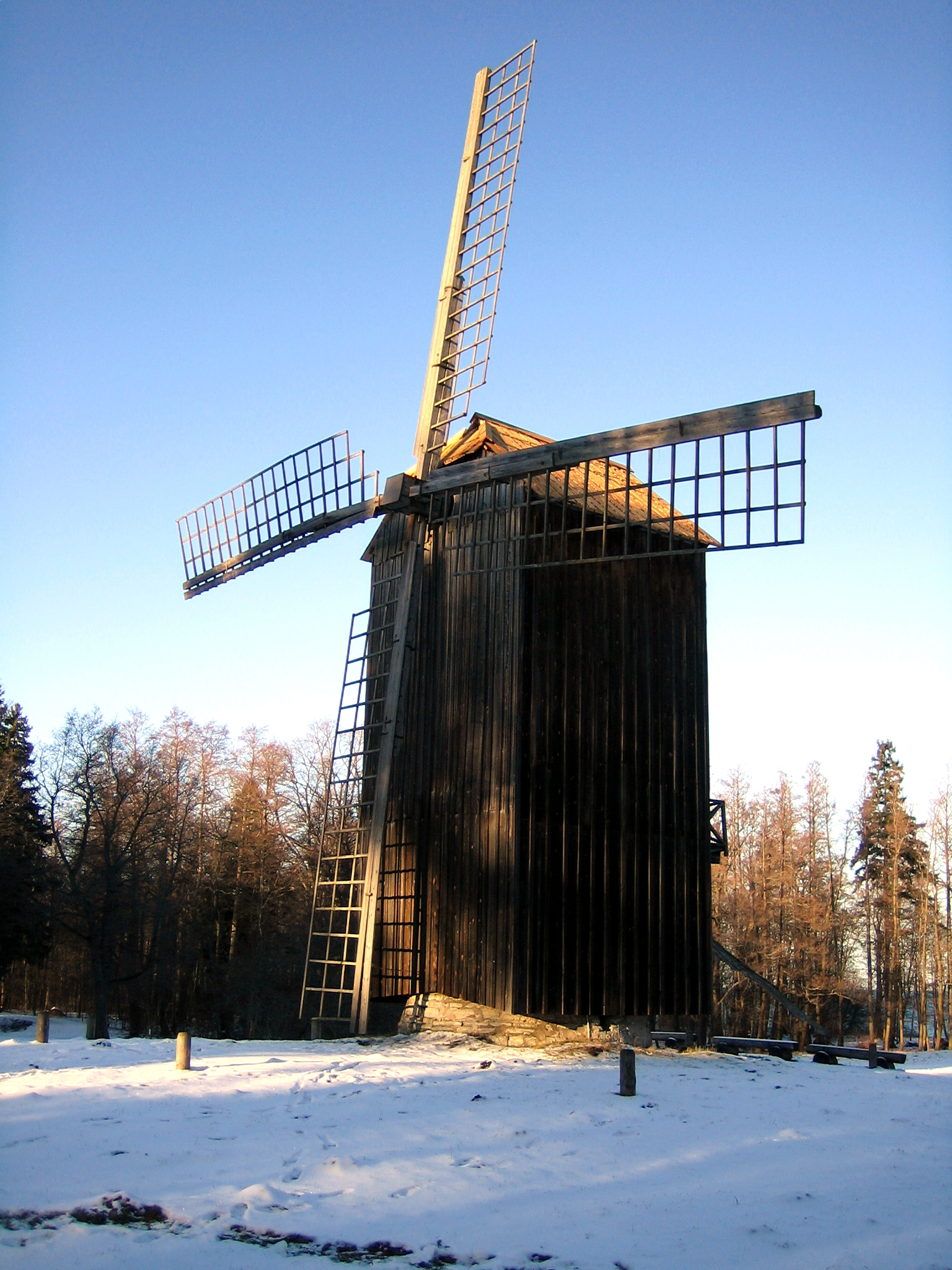
Windmühle von Nätsi (Nätsi tuulik)
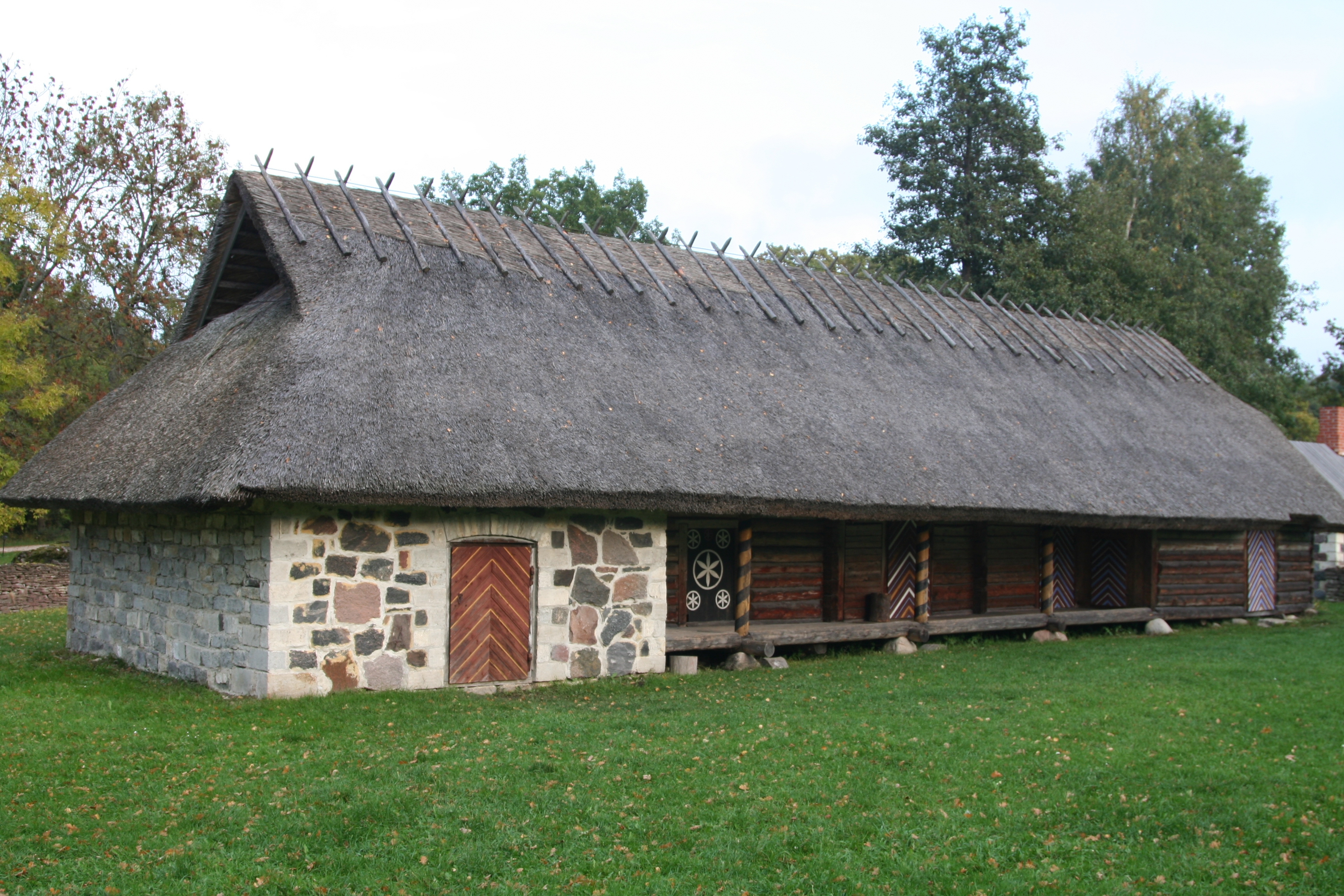
Reetgedecktes Haus aus Juri Jaagupi
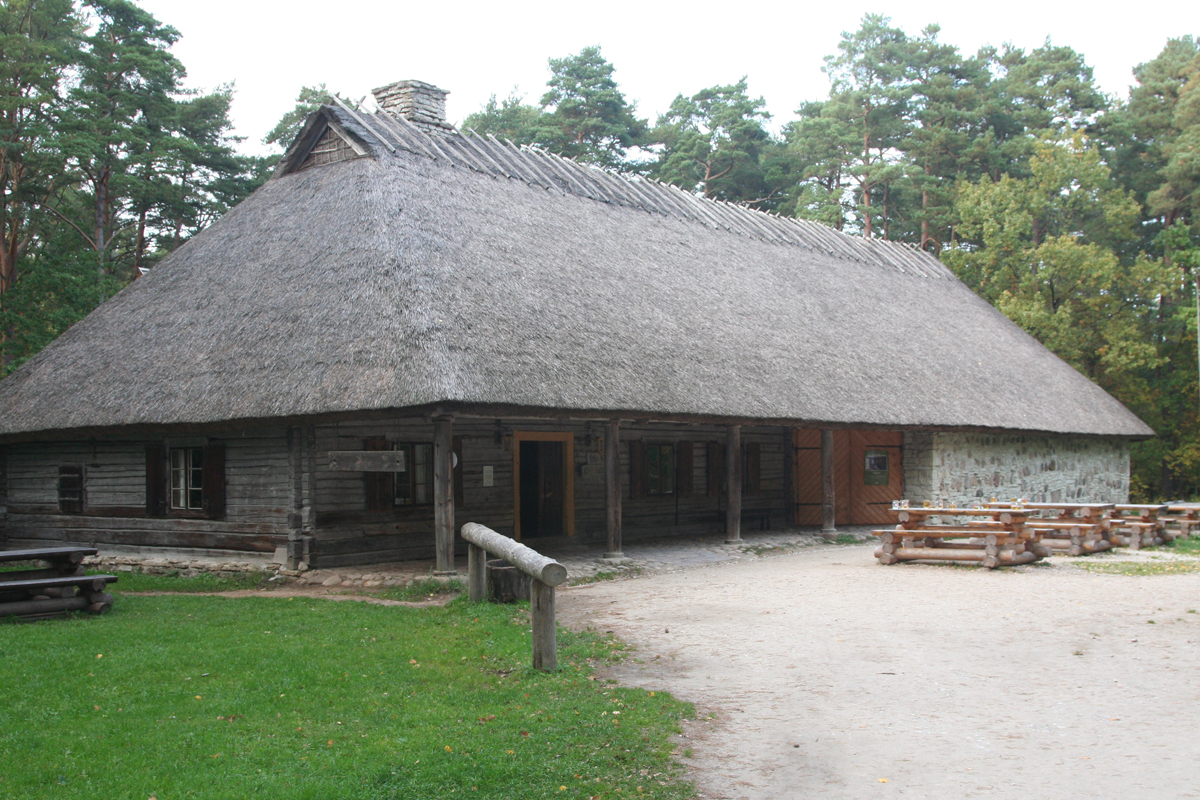
Schänke von Kolu (Kolu kõrts)
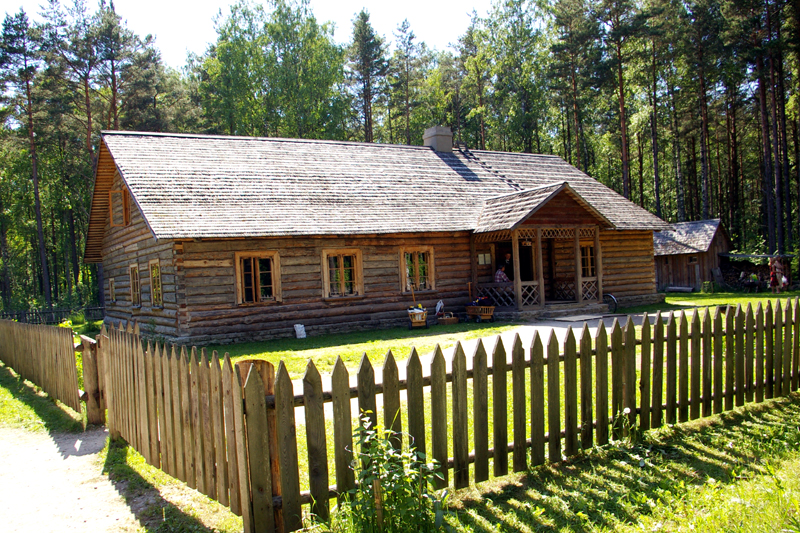
Schulhaus von Kuie (Kuie koolimaja)
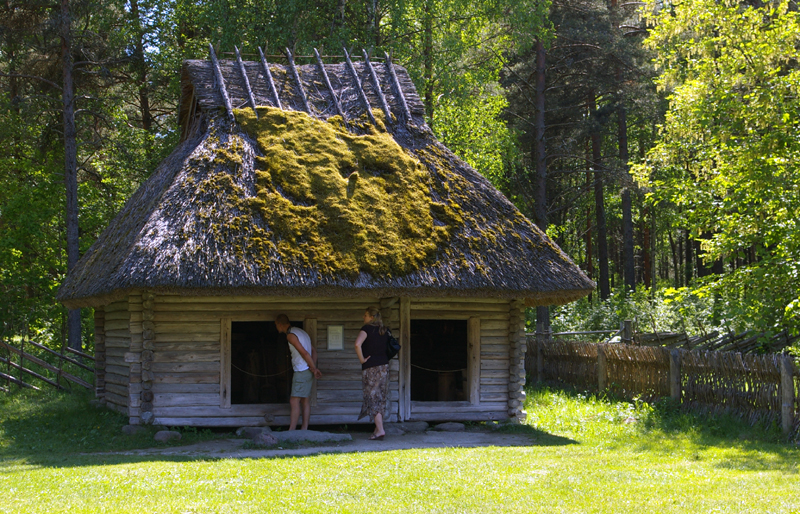
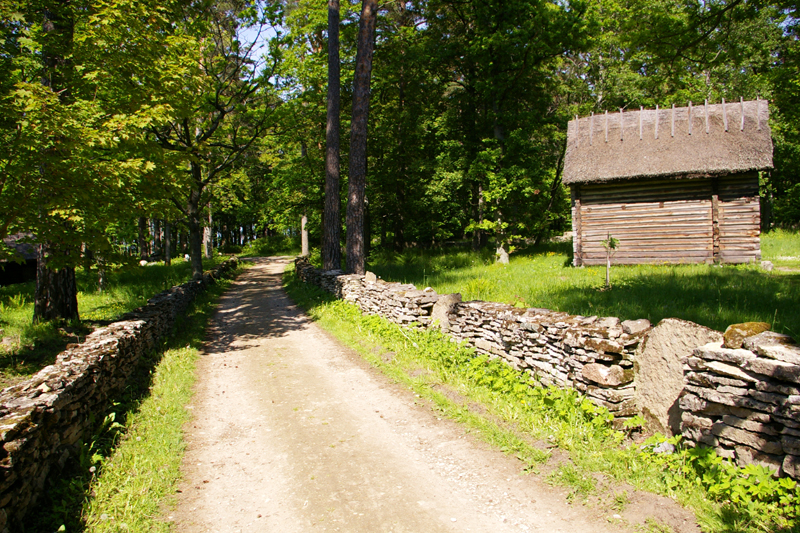
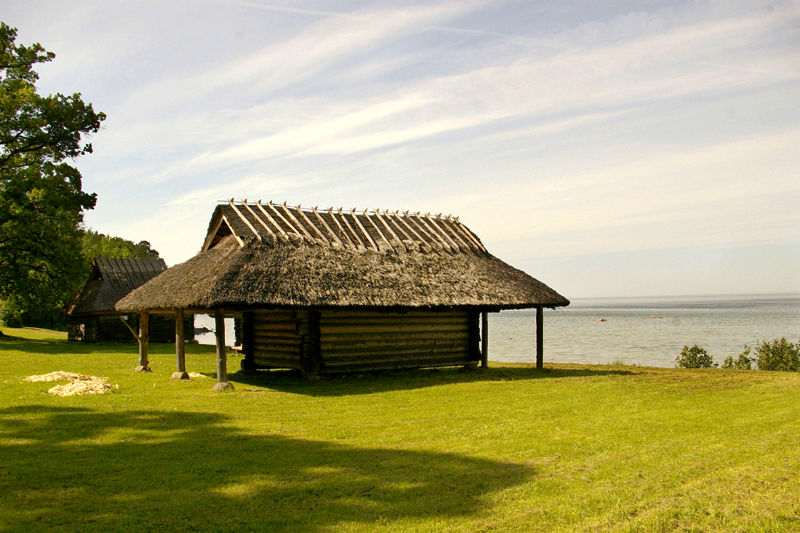
Blick auf die Ostsee
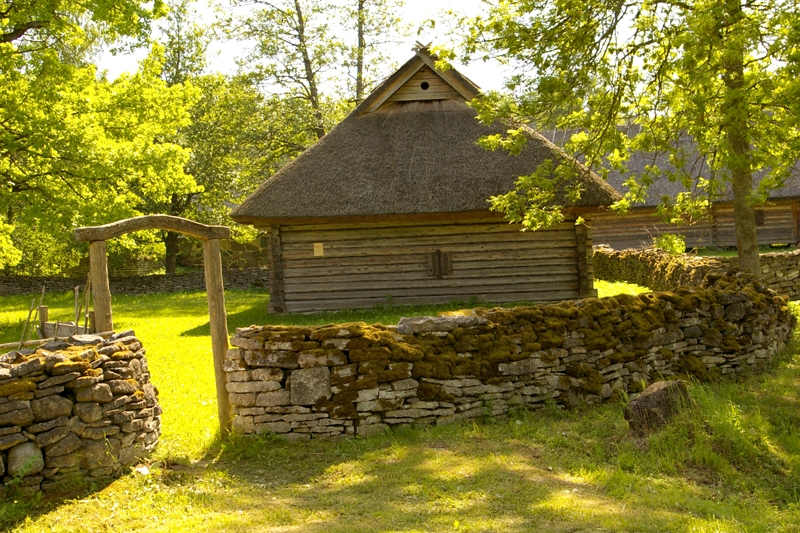
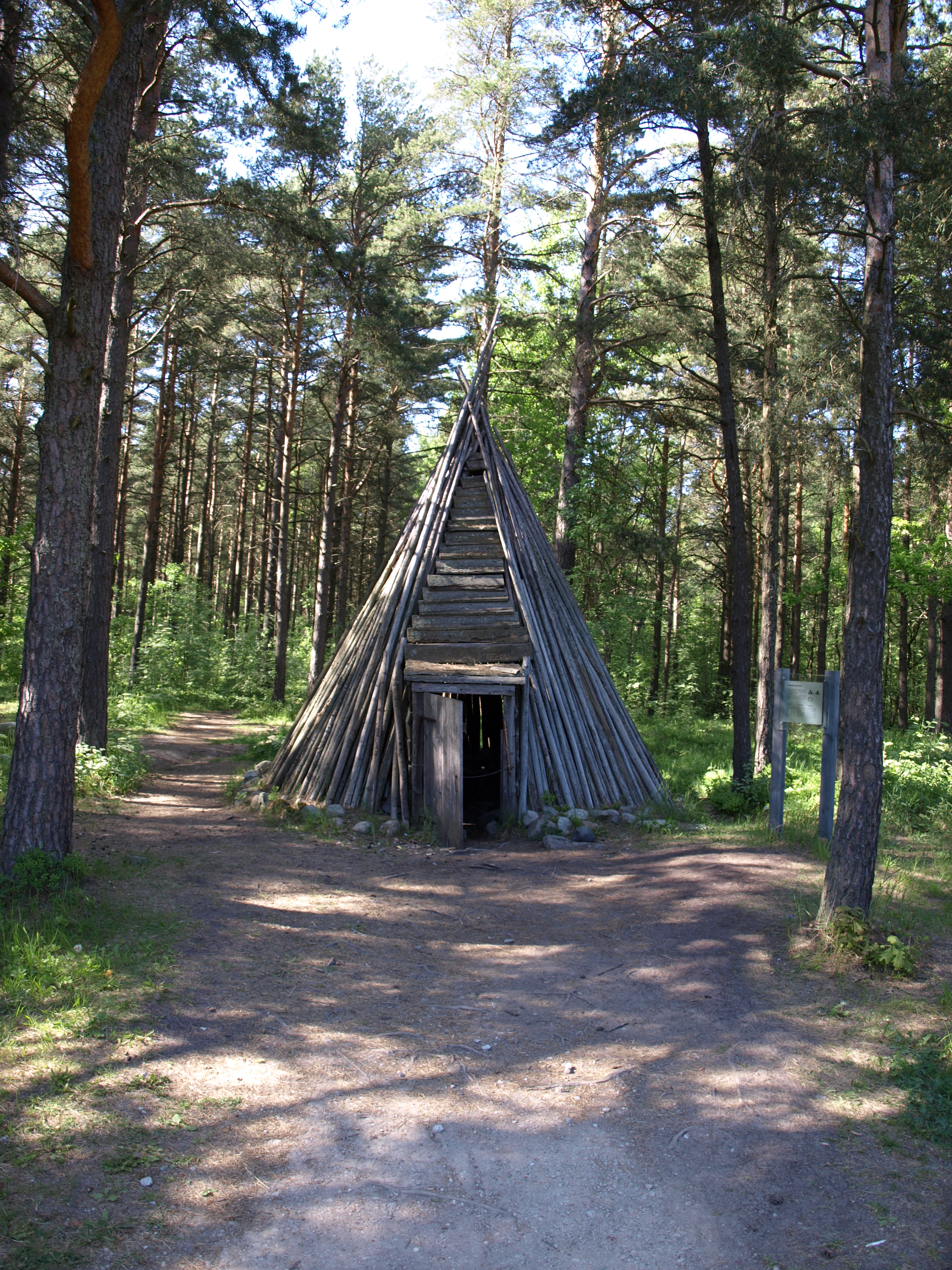
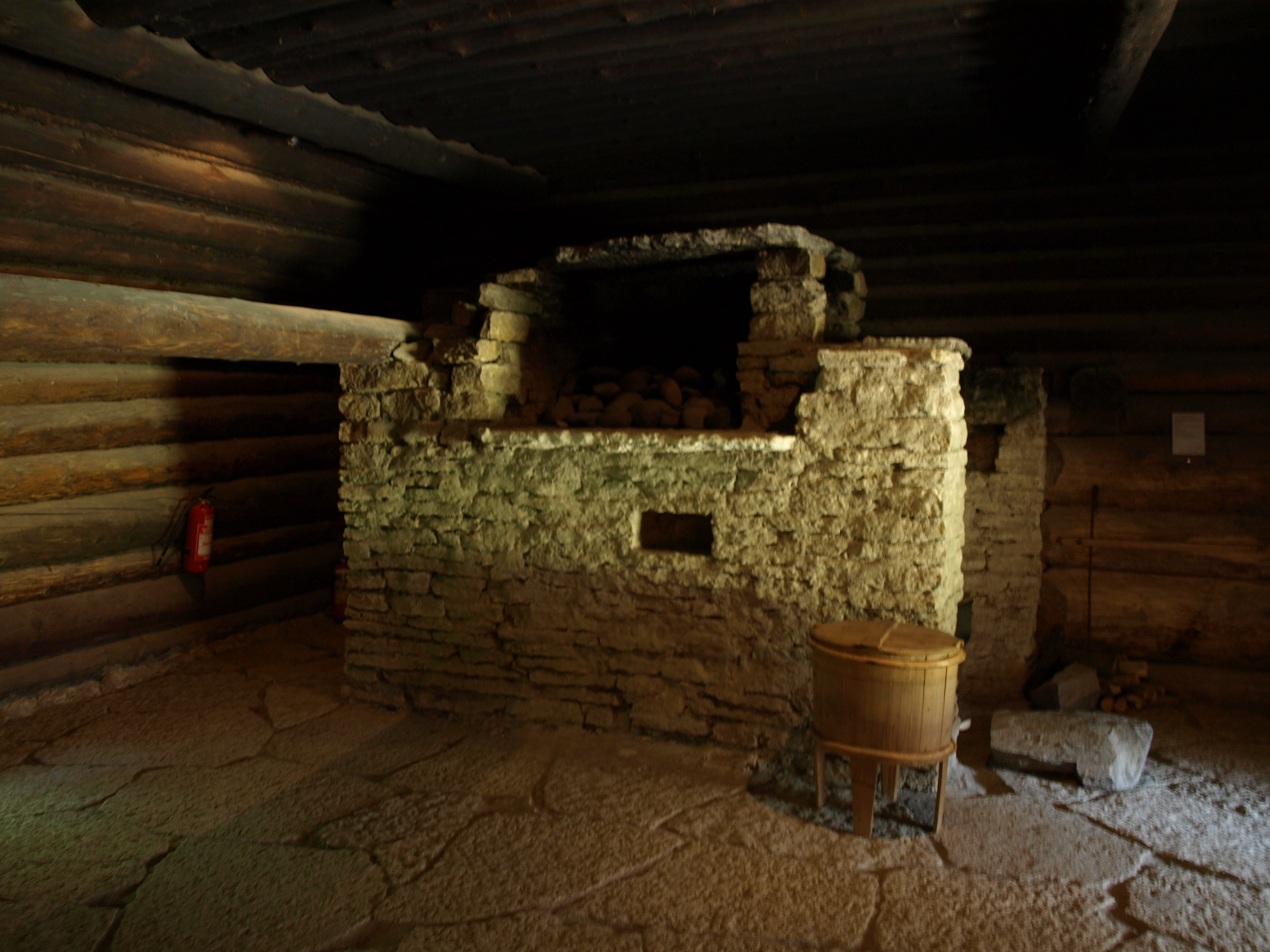
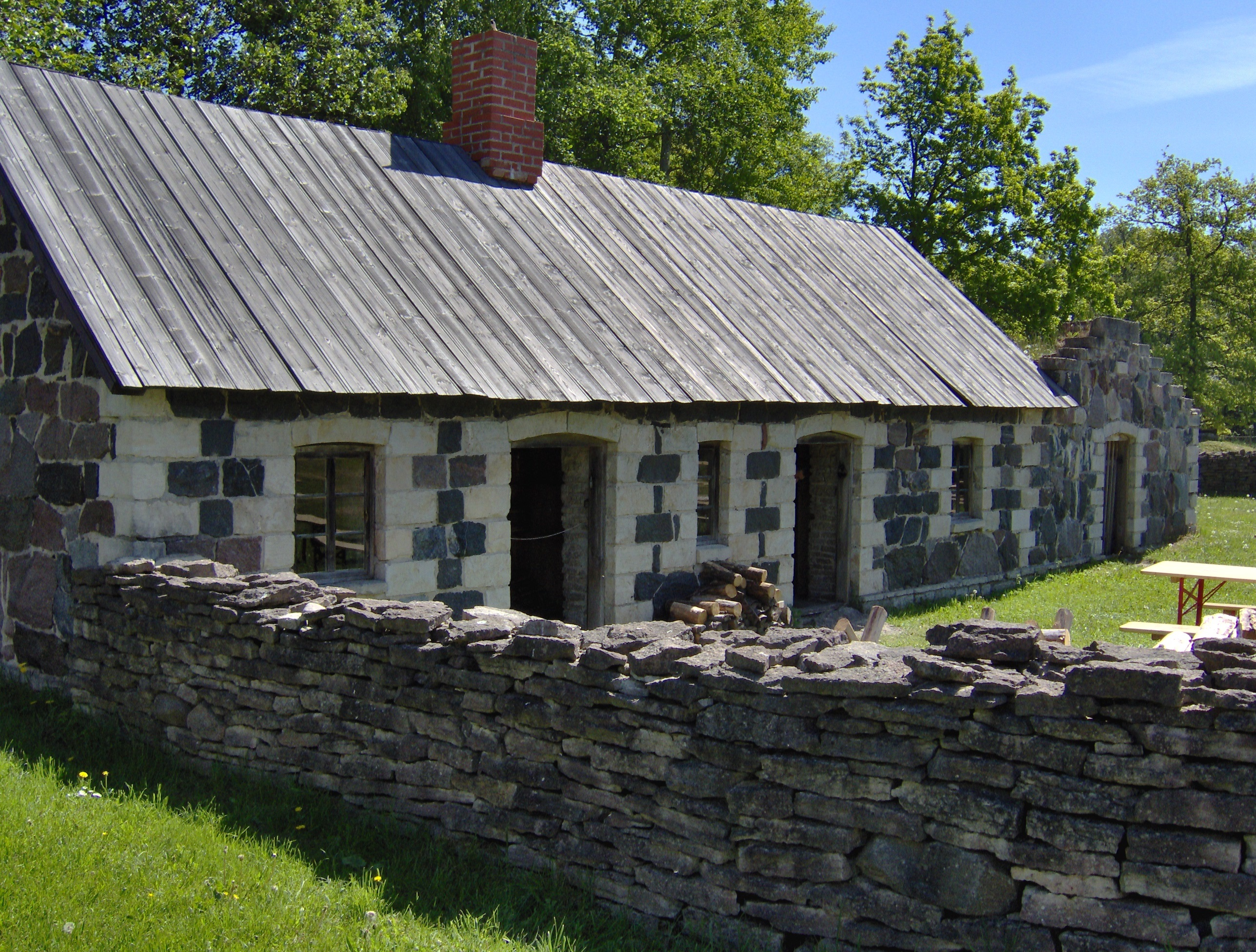
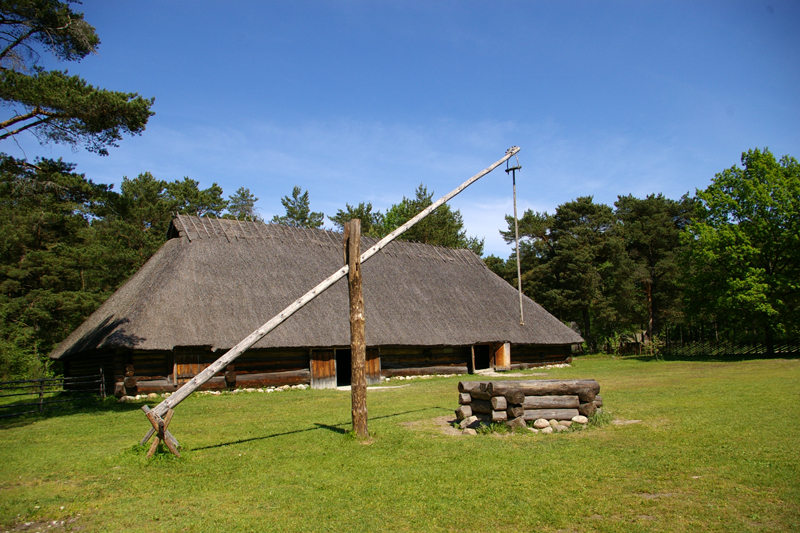
Hof von Sassi-Jaani mit Brunnen
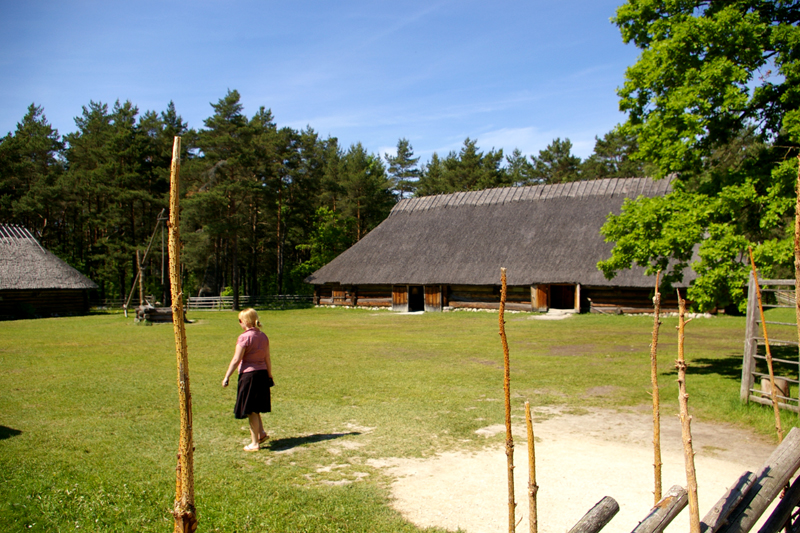
Hof von Sassi-Jaani
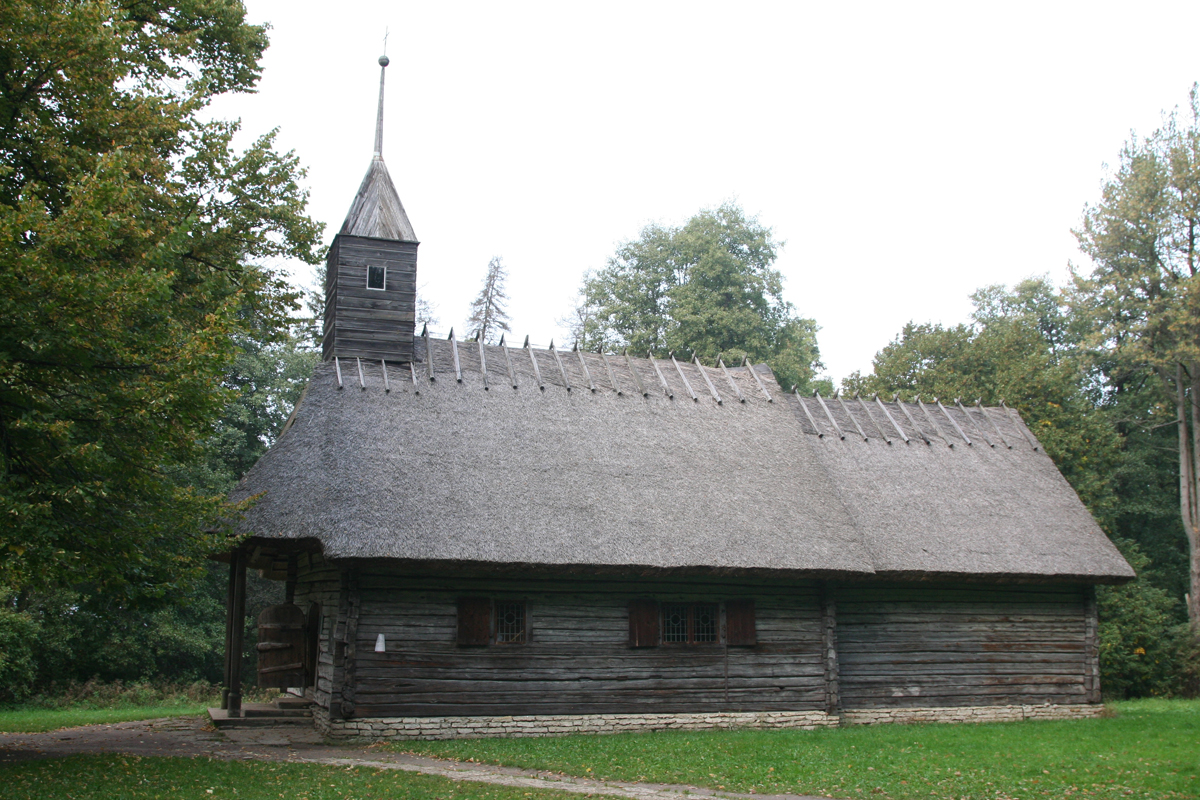
Kapelle von Sutlepa
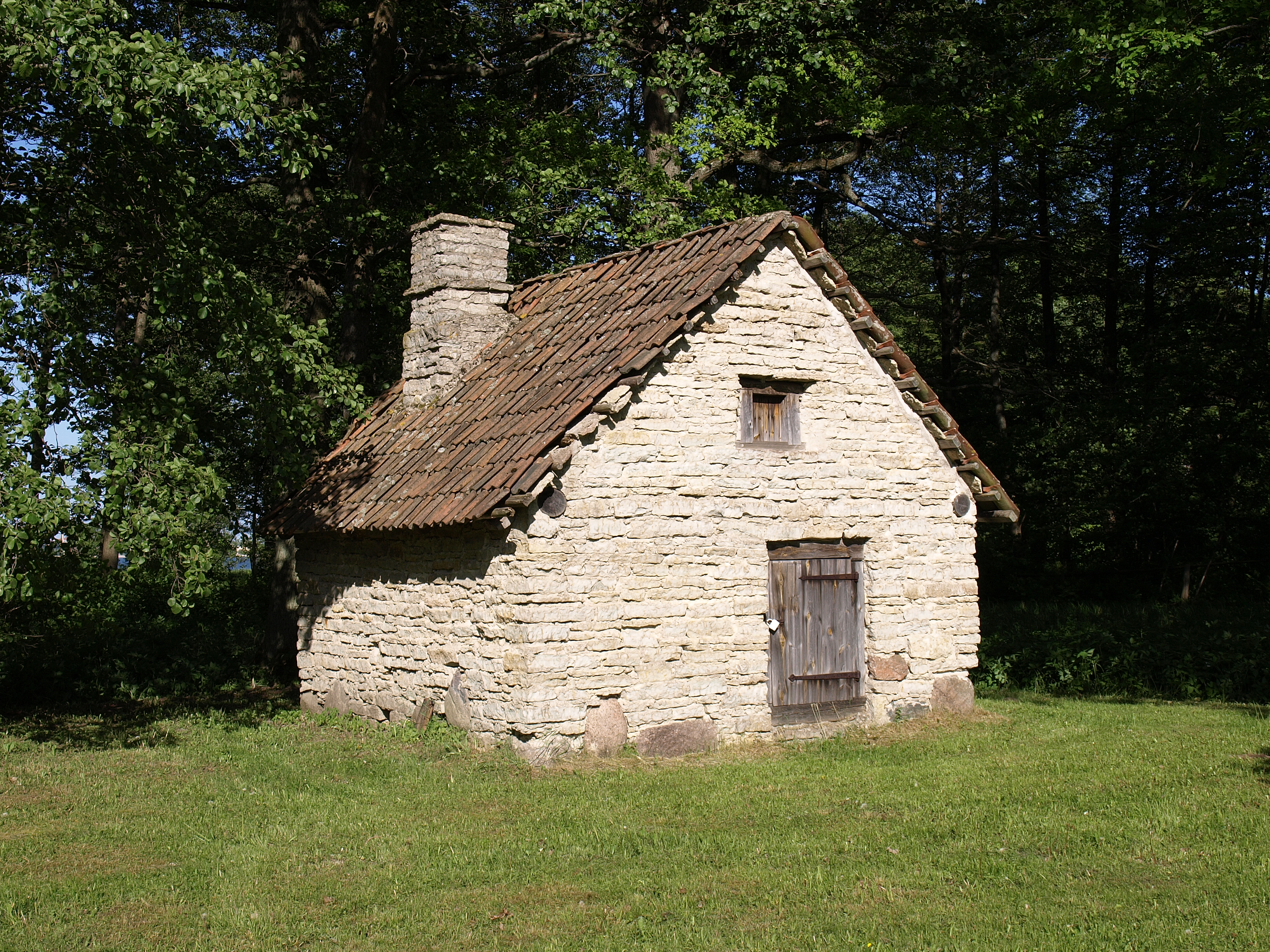
Saunahaus